# Karela United FC
Der Karela United Football Club ist ein 2013 gegründeter Fußballverein aus der ghanaischen Stadt Aiyinase, Ellembelle District. Aktuell spielt der Verein in der ersten Liga des Landes, der Premier League.

## Erfolge
- Division One League (Zone II): 2016/17

## Stadion
Der Verein trägt seine Heimspiele im Crosby Awuah Memorial Park in Nzema Anyinase aus. Das Stadion hat ein Fassungsvermögen von 5000 Personen.

## Trainer
| Trainer              | Nation | von               | bis             |
| -------------------- | ------ | ----------------- | --------------- |
| Enos Adepah          | Ghana  | 19. Dezember 2019 | 31. März 2020   |
| Evans Adotey         | Ghana  | 14. April 2020    | 31. Juli 2021   |
| Bismark Kobi Mensah  | Ghana  | 24. August 2021   | 30. Januar 2023 |
| Ibrahim Tanko Shaibu | Ghana  | 31. Januar 2023   | heute           |